# 식치
식치(食治), 식료(食療) 또는 식사요법(食事療法)은 의약품 대신에 자연식품의 섭취를 통해 병을 치유할 수 있다는 신념을 실천하는 것이다.

## 같이 보기
- 약선